# PROSTO ROCK
PROSTO ROCK — фестиваль рок-музики, що проходив в Україні.
Історію фестивалю «PROSTO ROCK» можна умовно поділити на 2 частини. Перша частина — «ПРОСТО РОК» 1997, 1999–2002. Вона характеризується тим, що на фестивалі грали зірки вітчизняного року. Ці фестивали 5 разів проходили у Києві. Після 2002 фестиваль зупинився. Через 10 років Alfa Concert Agency (АСА) береться за відродження фестивалю. Фестиваль «PROSTO ROCK 2012» пройшов 12 червня 2012 року в Одесі на стадіоні «Чорноморець». На цьому фестивалі вперше взяли участь міжнародні гурти: Garbage та Linkin Park (як хедлайнери). 

## Фестиваль 1997 року
Популярна радіостанція України Просто Раді.О разом із концертним агентством «Акона» вирішили зробити фестиваль живої рок-музики ПРОСТО РОК (PROSTO ROCK) на зразок російського Максидрома від радіостанції «Максимум».
Учасниками першого фестивалю ПРОСТО РОК (PROSTO ROCK) в 1997 році були гурти з Росії та України:
- Чиж & Co;
- СерьГа;
- Агата Кристи;
- ВВ;
- Green Grey;
- Мумий Тролль.

## Фестиваль 1999 року
Після першого фестивалю ПРОСТО РОК 1997 здавалося, що така дія буде проходити щорічно. Але ПРОСТО РОКа зразка 1998 року не було — швидше за все через фінансові труднощі — через це не проходив і схожий фестиваль в Росії «Максидром». 1998 рік — це рік дефолту для Росії і важкої економічної ситуації в Росії і в Україні. 17 серпня 1998 в Росії вибухнула фінансова криза, і уряд РФ оголосив дефолт. Наш уряд хоч дефолту і не оголошував, але українці все зрозуміли самі — через кілька днів в обмінниках американський долар подорожчав вдвічі, причому, купити його було практично неможливо. Імпорт подорожчав майже вдвічі, а зарплати залишилися на тому ж рівні. Але фестивалю ПРОСТО РОК судилося відродитися в 1999 році.
Фестиваль ПРОСТО РОК 1999 пройшов 30 вересня 1999 року в київському «Палаці Спорту», який вмістив близько восьми тисяч чоловік. Учасниками PROSTO ROCK 1999 були:
- Ла-Манш;
- ВВ;
- Green Grey;
- Океан Ельзи;
- Маша и Медведи;
- Михей и Джуманджи;
- Земфіра.

## Фестиваль 2000 року
Третій за рахунком фестиваль ПРОСТО РОК (PROSTO ROCK) 2000 від радіостанції Просто Раді.О проходив у п'ятницю 13-го — 13 жовтня 2000 року (13.10.2000) в київському «Палаці Спорту». Серед учасників ПРОСТО РОК 2000 були колективи з Росії та України:
- Мумий Тролль;
- ВВ;
- Чичерина;
- Танцы Минус;
- БИ-2;
- Океан Ельзи;
- Друга Ріка;
- Green Grey.

Вже після цього фестивалю було зрозуміло, що все-таки ПРОСТО РОК стане традиційним і щорічним фестивалем рок-музики в Україні.

## Фестиваль 2001 року
Фестиваль ПРОСТО РОК 2001 проходив 5 жовтня 2001 року в київському «Палаці Спорту». За деякими даними фестиваль відвідало близько 15 тис. осіб.
Учасниками фестивалю PROSTO ROCK 2001 були:
- Імпала;
- The.ru;
- Total;
- Скрябін;
- Сегодня Ночью;
- В'ячеслав Бутусов;
- Чайф;
- Zdob şi Zdub;
- Мумий Тролль;
- Океан Ельзи.

Варто зазначити, що в анонсі фестивалю ПРОСТО РОК 2001 група Мумій Троль не була заявлена, а було лише заявлено про участь групи-сюрприз — цією групою і опинилися Мумий Тролль.

## Фестиваль 2002 року
Ювілейний, п'ятий за рахунком, фестиваль ПРОСТО РОК пройшов 13 вересня 2002 року. На відміну від усіх попередніх фестивалів PROSTO ROCK, які проходили в закритому приміщенні, фестиваль 2002 року пройшов на відкритому майданчику — на стадіоні ЦСКА в Києві. Крім того, концерт проходив у п'ятницю 13-го, організатори фестивалю запросили 13 виконавців, що було рекордом для ПРОСТО РОКу. Учасниками фестивалю ПРОСТО РОК 2002 були:
- Мумий Тролль;
- Земфіра;
- Танцы Минус;
- Би-2;
- Сплин;
- Чичерина;
- ВВ;
- Океан Ельзи;
- Скрябін;
- Brainstorm;
- Таліта Кум;
- Белки;
- Ночные Снайперы.

Цього року реклама і анонс фестивалю проводився з використанням гімну фестивалю — композиції гурту Мумий Тролль «Прости, Киска».
Квитки на ПРОСТО РОК 2002 коштували від 30 до 100 грн. Тоді ніхто й не здогадувався, що ПРОСТО РОК зразка 2002 року буде останнім, а відродження фестивалю буде тільки через 10 років за участю хедлайнерів фестивалю Linkin Park і Garbage.

## Фестиваль 2012 року

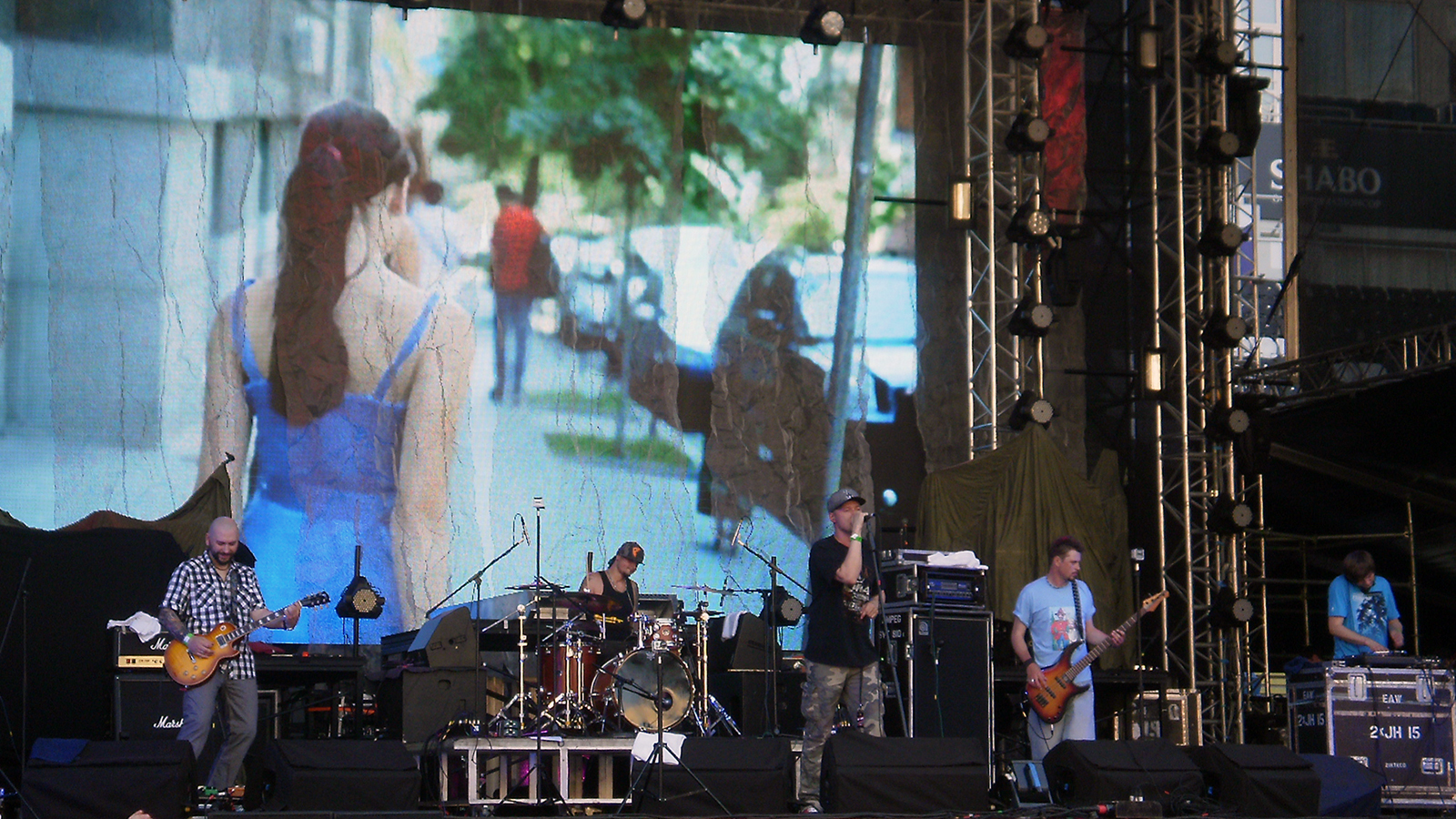
Бумбокс

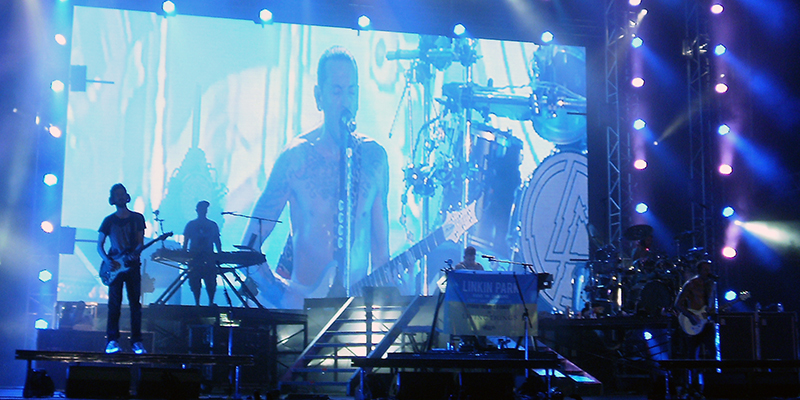
Linkin Park

Концертна агенція АСА разом із Просто Раді.О вирішили відродити фестиваль. Була ідея зробити фестиваль у 2011 році, але організаторам не вдалося заполучити «зірок першої величини», і відродження фестивалю перенесли на 2012 рік. Через Євро-2012 організатори вирішили перенести фестиваль до Одеси, на «вітчізну» організаторів. Вперше на фестивалі виступали зірки світового масштабу, такі як Garbage та Linkin Park. Фестиваль PROSTO ROCK 2012 пройшов 12 червня 2012 року в Одесі на стадіоні «Чорноморець». Вартість квітків — 450–1600 грн.
Учасники PROSTO ROCK 2012:
- 18:00 – O.Torvald;
- 19:00 – Бумбокс;
- 20:30 – Garbage;
- 22:30 – Linkin Park.

Відеотрансляції та запису фестивалю PROSTO ROCK 2012 не було, лише зображення на екрані. Антон Абдулаєв (офіційний представний АСА): «Отримання прав на відео зйомку — це дуже складна справа. Як тільки PROSTO ROCK збиратиме 50 тис. осіб, а краще 150 тис. осіб, — тоді можна робити професійну відеозйомку фестивалю. Телеканали, які вказані на афішах фестивалю, є лише інформаційними спонсорами фестивалю — хтось буде вести щоденник фестивалю, хтось репортажі з фестивалю, але повного запису фестивалю не буде».
Фестиваль пройшов успішно. Linkin Park на концерті привітали Україну з перемогою у футбольному матчі проти збірної Швеції.